# Castillo de Ängsö
El Castillo de Ängsö (antiguamente Castillo de Engsö) es un castillo en Suecia, localizado en las cercanías de Västerås.

## Edificio
El castillo se halla en la isla de Ängsö, en el lago Mälaren. El castillo es un edificio cúbico de cuatro plantas hecho de piedra y ladrillos. La partes bajas se conservan de la Edad Media. Fue redecorado y ampliado en la década de 1630. La cuarta planta así como el tejado es de la ampliación de Carl Hårleman entre 1740 y 1741. Alcanzó su apariencia actual en la década de 1740.

## Historia
Primero fue llamado "Engsev" en una carta real por el rey Canuto I de Suecia (r. 1167-1196), en la que afirmaba que había heredado la propiedad de su padre Erico IX de Suecia. Hasta 1272, fue propiedad de la abadía de Riseberga, y después tomado por Gregers Birgersson.
Desde 1475 hasta 1710, fue propiedad de la familia Sparre. El actual castillo fue construido como fortaleza por el riksråd Bengt Fadersson Sparre en la década de 1480. En 1522, el Castillo de Ängsö fue tomado después de un asedio por el rey Gustavo Vasa, ya que su propietario, el hijo de Fadersson, Knut Bengtsson, se puso del lado de Cristián II de Dinamarca. No obstante, en 1538 fue dado por el rey a la hija de Bengtsson, Hillevi Knutsdotter, quien estaba casada con Arvid Trolle.
En 1710, el castillo fue tomado por Carl Piper y Christina Piper. El Castillo de Ängsö fue propiedad de la familia Piper desde 1710 hasta 1971, y ahora es propiedad de la fundación Westmanna. El propio edificio del castillo fue convertido en un museo en 1959 y está catalogado desde 1965. Actualmente está abierto a visitantes durante los veranos.